# Pekka Santtila
Pekka Santtila, född 1972, är en finländsk psykolog. Han är professor i tillämpad psykologi vid Åbo Akademi samt docent i rätts- och brottsutredningspsykologi vid Åbo universitet. Han disputerade 1999.